# Campionati europei di nuoto paralimpico 2016
I Campionati europei di nuoto paralimpico 2016 sono stati la quarta edizione dei Campionati europei di nuoto paralimpico, una competizione continentale di nuoto per nuotatori con disabilità. Si è svolta a Funchal, in Portogallo, dal 30 aprile al 7 maggio 2016. 
È valso anche come evento di qualificazione per le Paralimpiadi di Rio de Janeiro, svoltesi nello stesso anno: per questo motivo è stata concessa la partecipazione anche ad atleti non europei, i cui risultati non sono stati conteggiati nel medagliere.

## Medagliere
Di seguito le prime 10 posizioni del medagliere.
| Pos. | Paese         | Oro | Argento | Bronzo | Totale |
| ---- | ------------- | --- | ------- | ------ | ------ |
| 1    | Ucraina       | 45  | 34      | 31     | 110    |
| 2    | Russia        | 36  | 33      | 28     | 97     |
| 3    | Gran Bretagna | 22  | 15      | 9      | 46     |
| 4    | Spagna        | 14  | 10      | 13     | 37     |
| 5    | Italia        | 13  | 10      | 11     | 34     |
| 6    | Bielorussia   | 8   | 1       | 1      | 10     |
| 7    | Norvegia      | 7   | 2       | 4      | 13     |
| 8    | Paesi Bassi   | 6   | 2       | 6      | 14     |
| 9    | Germania      | 2   | 9       | 9      | 20     |
| 10   | Svezia        | 2   | 3       | 1      | 6      |